# Pieprzony los Kataryniarza
Pieprzony los Kataryniarza – polska powieść fantastycznonaukowa z nurtu politycznego cyberpunk autorstwa Rafała Ziemkiewicza, wydana w 1995 roku. Książkę opublikowało wydawnictwo superNowa, zaś w 2003 nakładem Wydawnictwa MT ukazała się edycja w małym formacie z poprawkami autora.

## Świat przedstawiony

### Wirtualna rzeczywistość
Aby w świecie przyszłości Ziemkiewicza przenieść się do wirtualnej rzeczywistości należy wcisnąć enter na klawiaturze, który włącza drajwery VR. Następnie należało założyć gogle oraz pozbawioną palców rękawicę. Po jednym z wejść do wirtualnej rzeczywistości Robert widział rozciągającą się wysoko i szeroką ścianę pełną kolorowych okien. Przed sobą miał główny panel, czyli Wrota do Tamtego Świata. Aby znaleźć się w Studni, prowadzącej do głównej części WorldNetu bohater musiał skierować na niego kursor i dotknąć czubkiem palca sensora rękawicy.
WorldNet nazywany jest także Shellem, lub Skorupą.

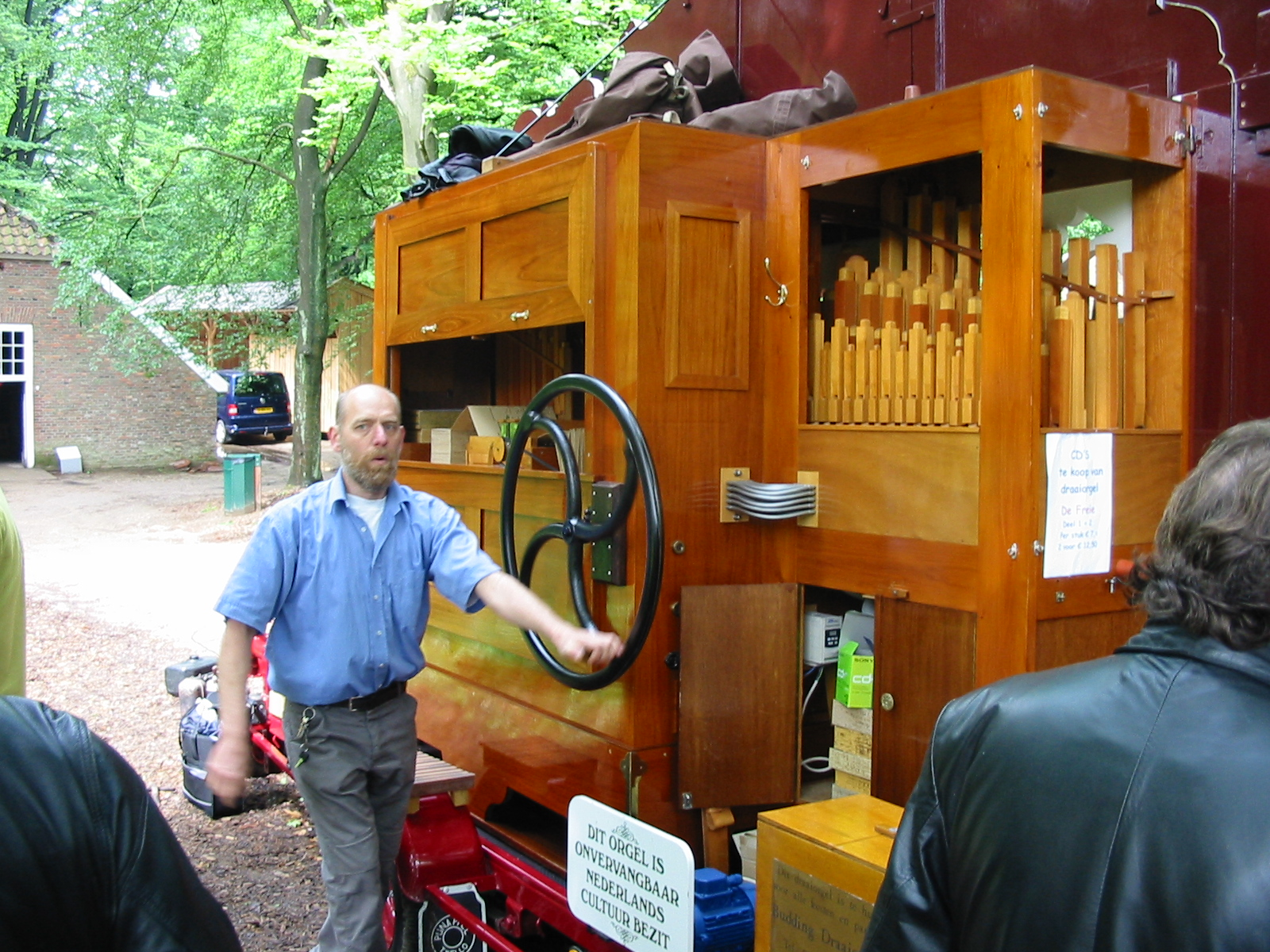
Określenie „kataryniarz” dla operatorów sieci pochodziło od sposobu obsługi interfejsu przypominającego nakręcanie katarynki

#### Kataryniarze
Kataryniarze, czyli oficjalnie (jak podaje autor książki) indirect controller to operatorzy sieci, którzy przez specjalne przystawki są w stanie podłączyć się do World Netu. Nie potrzebują więc do tego ani rękawic, ani gogli. Kataryniarze mogą przebywać w studni maksymalnie przez siedem godzin dziennie w związku z prawem opartym na badaniach lekarskich.

## Fabuła
Akcja powieści rozgrywa się na początku XXI wieku w Polsce, która jest obiektem rywalizacji międzynarodowych koncernów i służb specjalnych. Tytułowy bohater, Robert, jest kataryniarzem. Wychowany w patriotycznej rodzinie, walczył kiedyś z komunizmem, pracował też dla prawicowych rządów, potem rozczarowany światem polityki przeszedł do biznesu. Robert, poruszając się w cyberprzestrzeni, przypadkowo odkrywa plany dotyczące przyszłych losów Europy Środkowej, w tym Polski, a wiedza ta prowadzi go do dalszych niebezpiecznych odkryć.

### Bohaterowie
- Robert – główny bohater powieści. Jest kataryniarzem, który uświadamia sobie, że powoli się starzeje: jego skóra wiotczeje, a na głowie pojawiają się siwe włosy.
- Wiktoria – żona Roberta.
- Andrzej – znudzony swoją pracą dziennikarz; wybrał ten zawód, mając nadzieję na pełną przygód przyszłość, jednak rzeczywistość rozminęła się z jego oczekiwaniami.

## Nagrody i opinie recenzentów
Książka zdobyła kilka nagród polskiego środowiska miłośników fantastyki:
- Nagroda im. Janusza A. Zajdla za najlepszą powieść roku 1995
- Nagroda „Sfinks'95” za najlepszą polską powieść roku 1995
- Nagroda zielonogórskiego klubu fantastyki „Ad Astra” – „Puchar Bachusa"

W opinii Jacka Dukaja Pieprzony los Kataryniarza jest powieścią z kluczem, gdzie pojawiają się atrapy Krzaklewskiego, Szczypiorskiego, Jęczmyka. Dukaj uznał też książkę Ziemkiewicza za najlepszą polską powieść science-fiction, licząc od Arsenału Marka Oramusa z 1985.
Kinga Dunin na łamach dodatku literackiego do Życia Warszawy – Ex Libris poddała zarówno sens powieści, jak i samego autora zdecydowanej krytyce, co spotkało się z ripostą Marka Oramusa w piśmie Fenix i dyskusją na temat możliwości zajmowania się przez fantastykę „poważnymi sprawami”.
Inne recenzje:
- K. VARGA: Zadzwońcie po wiedźmina. „Gaz. Wybor.” 1995 nr 284
- M. KOSEWSKA: Co widział kataryniarz? „Gaz. Pol.” 1996 nr 9
- D. MAJERSKA, E. POPIOŁEK: Pieprzona apokalipsa. „Wiad. Kult.” 1996 nr 23.
- M. WIERUSZ: Ciągle Apokalipsa. „Nowe Ksiaż.” 1996 nr 4.
- M. DROBA: Pieprzony los pisarza. „Życie Warsz.” 2003 nr 197.
- W. ORLIŃSKI: Los nie tak pieprzony jak dziesięć lat temu. „Gaz. Wybor.” 2003 nr 237.